# Vasili Sokov
Vasili Sokov (Rusia, 7 de abril de 1968) es un atleta ruso retirado especializado en la prueba de triple salto, en la que consiguió ser medallista de bronce europeo en pista cubierta en 1994.

## Carrera deportiva
En el Campeonato Europeo de Atletismo en Pista Cubierta de 1994 ganó la medalla de bronce en el triple salto, con un salto de 17.31 metros, tras sus paisanos rusos Leonid Voloshin  (oro con 17.44 metros) y Denis Kapustin.